# Jacques-Jean Le Couteulx du Molay
Pour l’article homonyme, voir Le Couteulx.
Le baron Jacques-Jean Le Couteulx du Molay, né le 18 juillet 1740 à Paris et mort le 8 février 1823 à Meung-sur-Loire, est un banquier français. Il fait partie de la famille Le Couteulx, originaire de Normandie, composée de riches négociants et banquiers. 

## Biographie

### Riche famille de banquiers et négociants
Jacques-Jean Le Couteulx est le fils de Jacques Félix Le Couteulx, seigneur du Molay, des Aubrays, et de Catherine Paule Le Couteulx de La Noraye.
Tant par son père que par sa mère et son épouse, il est issu d'une ancienne famille de négociants et de financiers, originaire de Rouen. 
Il est associé de la banque Le Couteulx, receveur général de la Loterie royale, administrateur de la Caisse d'escompte, intéressé dans les fonderies de cuivre de Romilly-sur-Andelle, dans la manufacture de bonneterie de La Roche-Guyon, gouverneur de l'Hôpital royal des Quinze-Vingts.

### Vie familiale

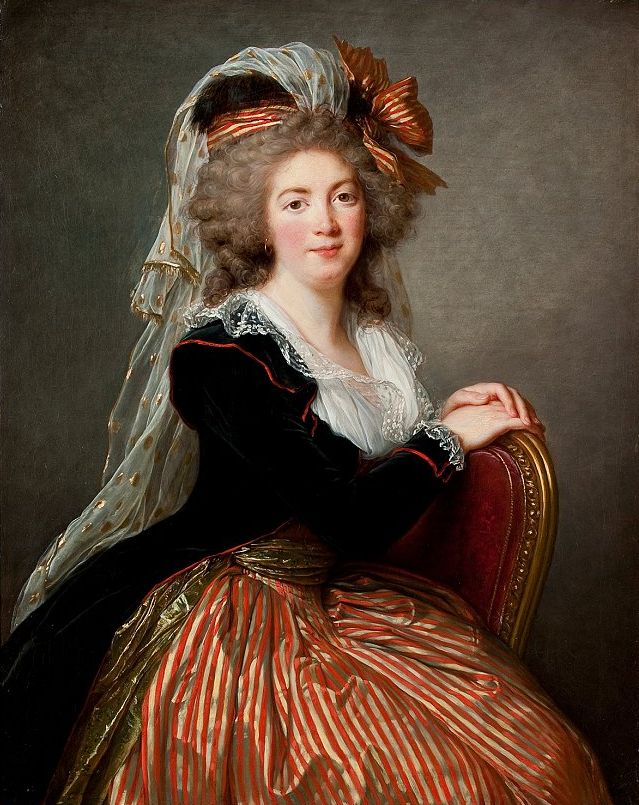
Portrait de Geneviève Le Couteulx du Molay, 1788
par Élisabeth Vigée Le Brun
Paris, Musée Nissim de Camondo

Le 5 janvier 1769, il épouse sa cousine Geneviève-Sophie Le Couteulx de La Noraye, sa parente, fille de Jean-Jacques Le Couteulx de La Noraye (1716-1765), seigneur de Richeville, d'Hacqueville et de Richeville, et d'Hélène Olympe Paterne de La Madeleine. De ce mariage, sont issus :
- Pauline Le Couteulx du Molay (1776-1802), épouse du marquis Jules de Noailles et mère de Paul de Noailles ;
- Jacques-Félix Le Couteulx du Molay (1779-1812), auditeur au Conseil d'État et préfet de la Côte d'Or, père de Bénigne-Léon Le Couteulx du Molay.

### Propriétaire foncier

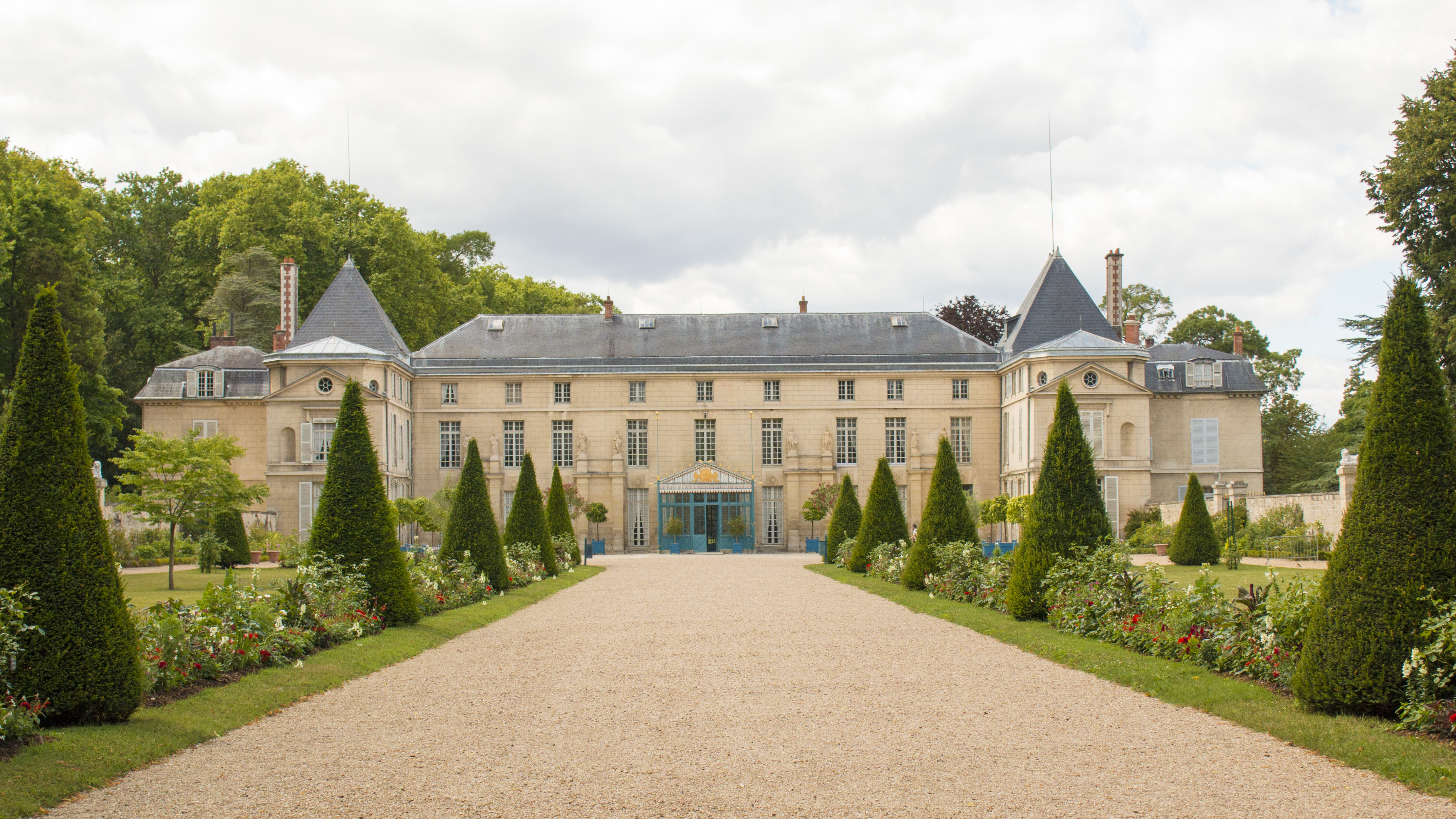
Château de Malmaison.

En 1771, il acquiert avec sa femme Geneviève-Sophie, le château de Malmaison, qu'il agrandit, avant de le vendre à Joséphine de Beauharnais, pour la somme de 300 000 livres en 1799. Sa femme y organisera des salons, qui accueillent des hommes illustres tels que Sieyès ou Lavoisier. 
En 1791, il achète un bien national, le château de Meung-sur-Loire. Il y accueille Pablo de Olavide, espagnol du Pérou, homme politique et philosophe, condamné par l'Inquisition en 1778, réfugié en France. 

### Brièvement planteur esclavagiste
En 1777, Jacques-Jean acquiert en Martinique, une habitation sucrière, située dans la paroisse du Lamentin, avec « bâtiments, maisons de nègres où demeurent des nègres tant grands que petits ». Cette expérience esclavagiste sera de courte durée puisqu'en 1783, il la revend pour 185 000 livres (2 millions d'euros en 2020). 

### Anoblissement
Il est créé baron héréditaire le 6 janvier 1815.